# Micarana
Micarana é o carnaval fora de época da cidade de Itabaiana, em Sergipe, e ocorre geralmente ao final do mês de Abril.

## História
A Micarana de Itabaiana é realizada desde o ano de 1994, sempre no final do mês de abril e tem aumentado cada vez mais, tanto em qualidade (nível das bandas), quanto em quantidade de foliões.
Quanto as atrações, pela Micarana já passaram Ivete Sangalo, Banda Eva, Aviões do Forró, Chiclete com Banana, Cláudia Leitte, Asa de Águia, Margareth Menezes e muitos outros cantores e bandas brasileiras. 
Ela é um dos acontecimentos mais importantes do calendário turístico sergipano, não somente por se tratar de um carnaval fora de época, mas, fundamentalmente por ser um dos maiores eventos, capaz de congregar pessoas de todas as idades e vindas de diversos lugares do Estado e além fronteiras.
A festa já chegou a ter dois, três, blocos oficiais, mais em 2010, o bloco oficial foi o Tchan que saiu com Ivete Sangalo e Eva. Os alternativos foram o Zorra, Universitários, Acorda Itabaiana, Galo da Serra, Baby Beijo. 
O bloco mais irreverente é o Maria Batom, que todos os anos arrasta os homens travestidos de mulher. Há, também, outros blocos: um religioso (Alerta) e alguns da prefeitura municipal (Saúde & Prevenção, Peti, Inclusão Social).
Durante a festa artistas locais se apresentam em palcos montados na extensão da avenida e em trios puxando as pipocas, sem contar com os encontros de trio. A festa como hoje, foi uma criação da Secretaria de Esportes e Lazer, em 1994, mais como um teste do que propriamente para valer. Desde então somente tem crescido a ponto de que a Avenida Dr. Luiz Magalhães, nos momentos de pique, fica pequena para a grande quantidade de gente, foliões nos blocos e a assistência, que não se resumiu a apenas a camarotes e arquibancadas.
A infra-estrutura é das melhores e as atrações variam desde bandas da terra aos grandes nomes nacionais. Em 2010, a festa vai pegar fogo novamente, atrações como:Ivete Sangalo, Banda Eva, Aviões do Forró e muitas outras estão compromissadas com o evento. A confirmação é que 
Chiclete com Banana não vem por motivos polêmicos no ano passado.

## A Cidade
O Município de Itabaiana, que tem hoje, quase 100 mil habitantes, se constitui de um grande centro comercial no Estado e converge para si toda região agreste além de ser o ponto central de Sergipe. Tais características podem assegurar durante os festejos da Micarana uma circulação por nossa cidade de mais de 300 mil pessoas, movimentando todo o comércio formal e informal e consequentemente ampliando toda economia do Estado.